# Marlborough (Connecticut)
Marlborough város az USA Connecticut államában, Hartford megyében. Lakosainak száma 6133 fő (2020. április 1.).

## Népesség
A település népességének változása:

| 2010 | 6 404 |
| 2020 | 6 133 |

## Nevezetes személyek
- Chris Cillizza, újságíró